# Pony Up!
Pony Up! est un groupe de pop indépendante féminin québécois, originaire de Montréal,. Elles sont connues pour leur style musical rapide basé sur la guitare et les claviers, et pour leurs paroles à tendances suggestives et personnelles,.

## Biographie
Le groupe est formé au cours du Nouvel An 2002. Il comprend la bassiste Lisa Smith, la batteuse Lindsay Wills, la claviériste Laura Wills, la guitariste Sarah Moundroukas, et la chanteuse Camilla Wynne Ingr,. Le groupe publie un premier album homonyme, l'EP, Pony Up!, en 2005 au label de Steve Aoki, Dim Mak,.
En avril 2006, Pony Up! publie leur premier album, Make Love to the Judges with Your Eyes. En soutien à ce premier opus, le groupe tourne en Australie en été 2006, où leur single The Truth About Cats and Dogs (Is That They Die) est classé 47e du Hottest 100 de Triple J. En septembre 2008, Pony Up! joue en soutien au groupe The Mountain Goats en tournée. Lisa Smith et Laura Wills se joindront en tournée avec The Dears.
Leur troisième album, Stay Gold, est publié au printemps 2009.

## Discographie
- 2005 : Pony Up! (EP)
- 2006 : Make Love to the Judges with Your Eyes
- 2009 : Stay Gold

## Membres

### Membres actuels
- Lisa J. Smith – guitare basse
- Lindsay Wills – batterie
- Laura Wills – claviers, chant
- Sarah Moundroukas – guitare, chant

### Ancien membre
- Camilla Wynne Ingr